# ناوشکن کلاس ایگل
ناوشکن کلاس ایگل (به انگلیسی: Aigle-class destroyer) یک کلاس از کشتی است که طول آن ۱۲۹ متر (۴۲۳ فوت ۳ اینچ) می‌باشد.